# Arachosia proseni
Arachosia proseni är en spindelart som först beskrevs av Cândido Firmino de Mello-Leitão 1944.  
Arachosia proseni ingår i släktet Arachosia och familjen spökspindlar. Inga underarter finns listade i Catalogue of Life.